# Carmela Schmidt
Carmela Schmidt (n. 16 mai 1962, Halle (Saale), RDG) este o înotătoare ce a reprezentat Germania, medaliată olimpică. A participat la o ediție a Jocurilor Olimpice (1980) în care a câștigat două medalii de bronz.